# Вакцинація проти COVID-19 у Сполучених Штатах Америки
Вакцинація проти COVID-19 у Сполучених Штатах Америки — це кампанія масової імунізації населення США проти COVID-19 під час пандемії коронавірусної хвороби. 10 грудня 2020 року FDA дозволило невідкладне схвалення вакцини Pfizer–BioNTech проти COVID-19, і масова імунізація розпочалась через 4 дні. Вакцина «Moderna» отримала дозвіл на екстрене використання 17 грудня 2020 року, а вакцина «Janssen» («Johnson & Johnson») отримала дозвіл на екстрене використання 27 лютого 2021 року. До 19 квітня 2021 року всі штати США схвалили право на вакцинацію для своїх жителів віком від 16 років. 10 травня 2021 року FDA схвалило вакцину Pfizer-BioNTech для підлітків віком від 12 до 15 років. 23 серпня 2021 року FDA надало повне схвалення вакцині Pfizer-BioNTech для осіб віком від 16 років.
Уряд США вперше розпочав вакцинальну кампанію під час президентства Дональда Трампа із запуску програми «Operation Warp Speed», державно-приватного партнерства для прискорення розробки та виробництва вакцин проти COVID-19. Джо Байден став новим президентом Сполучених Штатів 20 січня 2021 року. Байден розпочав свій термін із найближчої мети ввести 100 мільйонів доз вакцини протягом перших ста днів перебування на посаді, підписавши виконавчий указ, який передбачав збільшення поставок для вакцинації. Цієї мети було досягнуто 19 березня 2021 року. 25 березня 2021 року він оголосив, що збільшить мету до 200 мільйонів протягом перших 100 днів перебування на посаді. Цю мету було досягнуто 21 квітня 2021 року.
Станом на 4 липня 2021 року 67 % дорослого населення Сполучених Штатів отримали принаймні одну дозу вакцини, що трохи менше за цільовий показник у 70 %. Цієї мети врешті-решт було досягнуто 2 серпня 2021 року. Хоча вакцинація допомогла значно зменшити кількість нових випадків COVID-19 по всій країні, у штатах із нижчим за середній рівень вакцинації до липня почала зростати кількість випадків, приписуваних високоінфекційному варіанту Дельта 2021 року, що призвело до посиленого поштовху організацій і компаній до фактичного примушування своїх співробітників до обов'язкової вакцинації проти COVID-19.
9 вересня 2021 року президент Байден оголосив про плани федерального уряду використовувати виконавчі розпорядження та надзвичайні тимчасові стандарти, які застосовує OSHA, щоб зобовязати вакцинуватися всіх співробітників федеральних установя та вимагати, щоб усі компанії з понад 100 співробітниками регулярно тестували всіх працівників, які ще не повністю вакциновані проти COVID-19. 26 січня 2022 року управління з охорони праці повністю відкликало обов'язкову вакцинацію для компаній із понад 100 співробітниками через рішення Верховного суду США, який заблокував наказ про обов'язкову вакцинацію.
Станом на березень 2022 року, за даними Фонду Співдружності, вакцинація проти COVID-19 у Сполучених Штатах запобігла додатковим 2,3 мільйонам смертей, додатковим 17 мільйонам госпіталізацій і додатковим 66,2 мільйонам випадків інфікування COVID-19. Вакцинація також запобігла додатковим витратам на охорону здоров'я на 899,4 мільярда доларів. Згідно з дослідженням у червні 2022 року, опублікованим у «The Lancet», вакцинація проти COVID-19 у США запобігла додатковим 1,9 мільйонам смертей з 8 грудня 2020 року по 8 грудня 2021 року. Згідно з липневим дослідженням 2022 року опубліковано в JAMA Network Open, вакцинація від COVID-19 у Сполучених Штатах запобігла додатковим 235 тисячам смертей, додатковим 1,6 мільйонам госпіталізацій і додатковим 27 мільйонам заражень з 1 грудня 2020 року по 30 вересня 2021 року.

## Програма вакцинації
На наведеній нижче карті США показано відсоток загальної кількості населення різного віку за штатом або територією, яке пройшло початкову програму вакцинації проти COVID-19. Також рекомендовано введення бустерних доз.

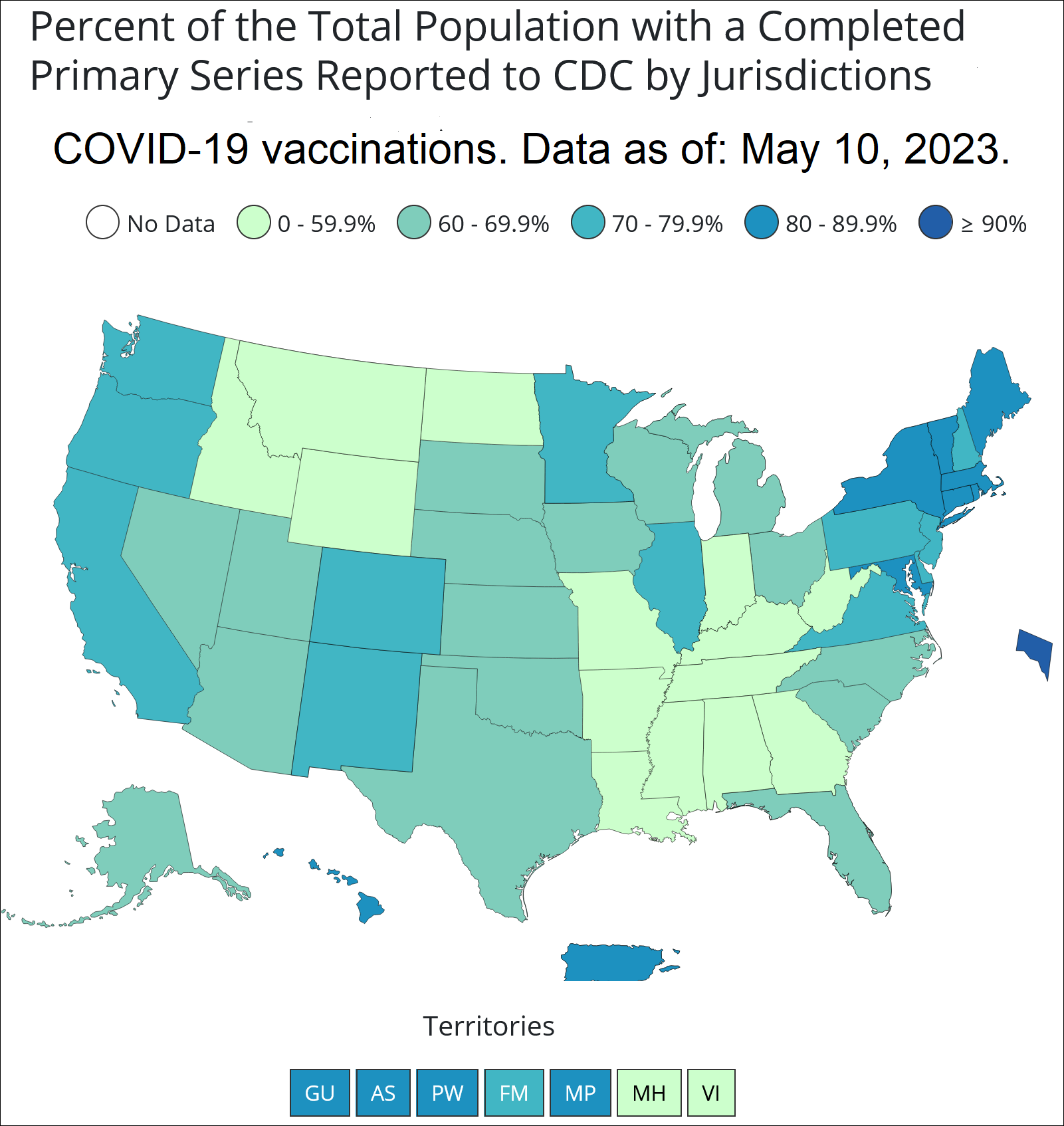
Перегляньте джерело у Вікісховищі для зміни інформації про джерело.

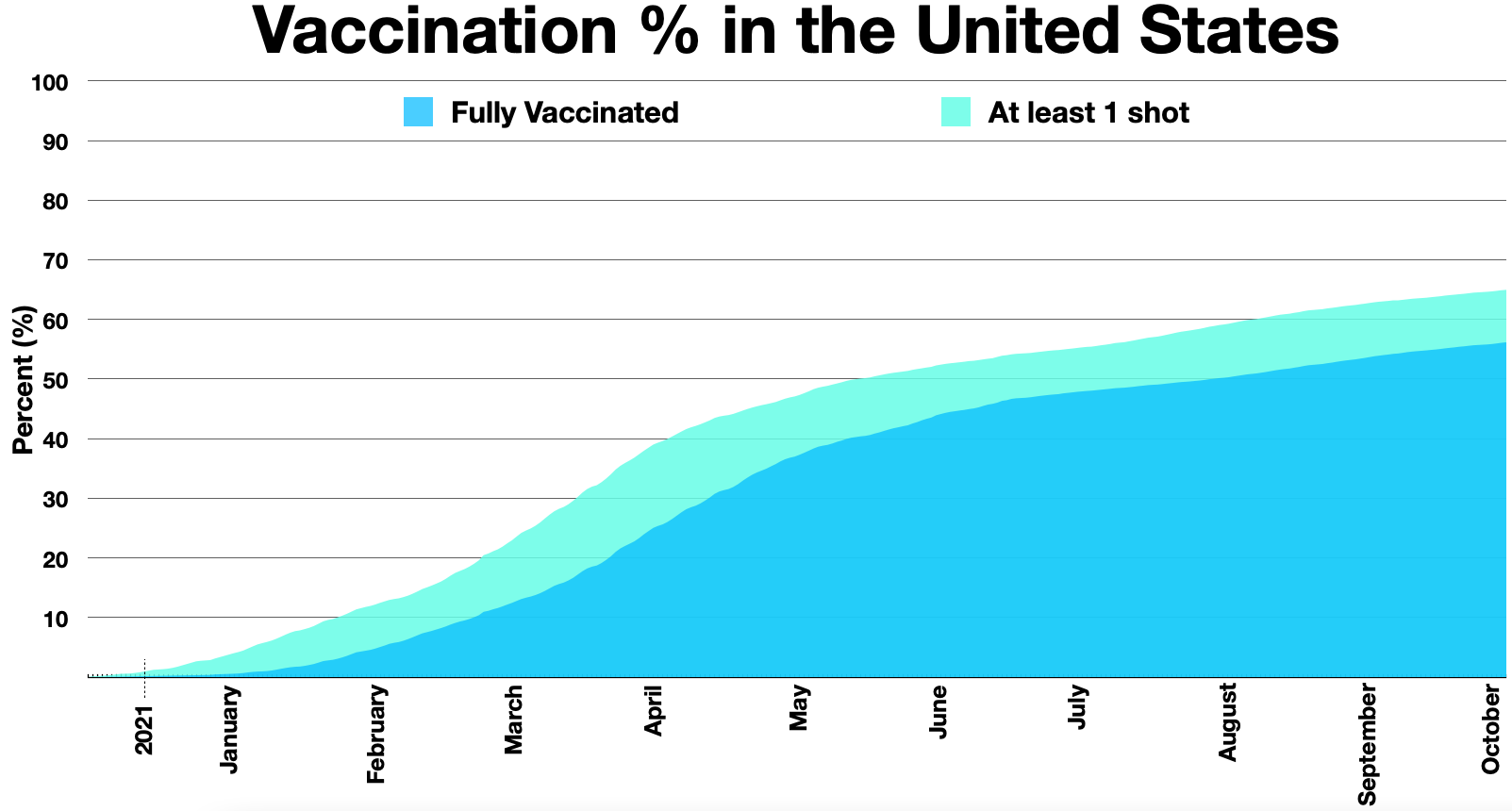
Вакцинація у США

Вакцини розподілялися по штатах на основі населення, причому розподіл вакцин здійснювалося кожним окремим штатом США. Центри з контролю та профілактики захворювань запропонували, щоб працівники лікарень та персонал будинків для престарілих стали першими вакцинованими. Подальші етапи проведення вакцинації визначалися кожним окремим державним органом.
Центри з контролю та профілактики захворювань випустили картки, які можна використовувати для відстеження прогресу вакцинації та можуть слугувати доказом вакцинації за запитом (наприклад, під час поїздок за кордон). Такі штати, як Каліфорнія та Нью-Йорк, запропонували цифровий паспорт імунізації, доступний через мобільний додаток.

### Доступ до вакцинації негромадян
1 лютого 2021 року міністерство внутрішньої безпеки заявило, що «повністю підтримує рівний доступ до вакцин проти COVID-19 і місць введення вакцини для іммігрантів без документів», і що відповідні федеральні відомства «не будуть проводити примусові операції біля пунктів вакцинації або поблизу них, місця надання або клініки».
Деякі штати, можливо, мали на меті, щоб вакцини пріоритетно вводились їхн постійним жителям, а не для приїжджих, але виникли певні труднощі з повідомленням і забезпеченням цього. Деякі дорослі американці не мають водійських прав, що є основним документом для дорослих американців, і Сполучені Штати не надають автоматично кожному громадянину документи, що засвідчують особу, у централізованій системі. Крім того, коли люди не з'являлися на прийом до пунктів щеплень, багато клінік вакцинували всіх, хто випадково приходив туди, щоб дози вакцини не були витрачені даремно. У результаті деякі туристи, а також іммігранти без документів були вакциновані.
Станом на початок лютого 2021 року такі штати, як Флорида, Каліфорнія, Нью-Йорк і Техас, спеціально намагалися обмежити «вакцинальний туризм»: короткі візити до США з головним наміром отримати вакцинацію. Однак, всупереч чуткам, які поширювалися в соціальних мережах, у Сполучених Штатах не було політики скасування віз або накладення штрафів на туристів, які хотіли зробити щеплення. Дипломати зазначили, що туристична віза B1/B2 дозволяє людям звертатися за медичною допомогою під час перебування в Сполучених Штатах, навіть якщо вони не мають права на вакцинацію від COVID-19.
Станом на 13 травня 2021 року, за даними колумбійської газети «El Tiempo», такі штати США не вимагали від іноземців пред'являти підтвердження місця проживання для отримання вакцини: Алабама, Аризона, Каліфорнія, Колорадо, Флорида, Айова, Луїзіана, Меріленд, Мічиган, Міннесота, Міссурі, Монтана, Невада, Нью-Гемпшир, Нью-Мексико, Нью-Йорк, Північна Кароліна, Північна Дакота, Огайо, Оклахома, Пенсільванія, Південна Кароліна, Теннессі, Техас, Вірджинія та Вайомінг. Тисячі латиноамериканців бронювали поїздки до Сполучених Штатів, і проходили вакцинацію в США. Центри вакцинації в деяких штатах США приймали закордонні паспорти як дійсне посвідчення особи. Туристичні агентства рекламували «вакцинальний туризм», а посольство США в Перу, наприклад, повідомило, що прибуваючі до Сполучених Штатів можуть отримати щеплення. Губернатор Аляски оголосив, що з 1 червня будь-який іноземний відвідувач віком від 12 років може отримати щеплення на Алясці, а вакцини будуть доступні в аеропортах для зручності.

## Передумови
З початку 2020 року понад 70 компаній у всьому світі (з них 5—6 працюють переважно в США) почали дослідження вакцин. 28 різних вакцин досліджувалися та розроблялися з використанням досліджень, наданих цими компаніями. Глобальна конкуренція мала наслідки для національної безпеки різних країн.
Готуючись до великомасштабного виробництва, Конгрес США виділив на розробку вакцин понад 3,5 мільярда доларів у рамках закону про боротьбу з поширенням коронавірусної хвороби. Серед лабораторій, які працювали над створенням вакцини, був і Армійський дослідницький інститут Волтера Ріда, який раніше вивчав інші інфекційні захворювання, такі як ВІЛ/СНІД, гарячку Ебола та MERS. До 18 березня почалися клінічні дослідження за участю десятків добровольців у Сіетлі за підтримки уряду США, і подібні дослідження безпечності були заплановані для інших потенційних вакцин. Білл Гейтс, фонд якого майже повністю зосередився на пандемії, передбачав на початку 2020 року, що вакцина може бути готова до початку 2021 року.
5 серпня 2020 року Сполучені Штати погодилися заплатити компанії «Johnson & Johnson» понад 1 мільярд доларів за виготовлення 100 мільйонів доз вакцини проти COVID-19. Угода дала США можливість замовити додаткові 200 мільйонів доз вакцини. Вакцина повинна була вводитися безкоштовно американцям, якщо вона буде використовуватися в кампанії вакцинації від COVID-19.
31 серпня 2020 року Центри з контролю та профілактики захворювань у США опублікували план того, як вакцина проти COVID-19 буде вводитися та розповсюджуватися по всій країні.
Асоціація «BIO», торгова група всіх виробників вакцин проти COVID-19, окрім AstraZeneca, намагалася переконати міністра охорони здоров'я опублікувати суворі вказівки для FDA, які допоможуть забезпечити безпеку та поширення вакцини в країні. Однак політика вплинула на наукову практику, коли голова адміністрації президента Марк Медовз заблокував роботу FDA, коли з'ясувалося, що терміни прийняття положень унеможливлять дозвіл на вакцину до виборів у листопаді. Зрештою, невідкладне схвалення вакцин надійшло з Офісу менеджменту та бюджету США, та були опубліковані на вебсайті FDA.
Станом на жовтень 2020 року 44 вакцини проходили клінічні дослідження на людях, а 91 вакцина проходила доклінічні дослідження на тваринах. Більшість із цих клінічних досліджень станом на травень 2021 року тривали.
20 листопада 2020 року партнерство Pfizer–BioNTech подало запит на дозвіл на екстрене схвалення своєї вакцини до FDA, і FDA оголосило, що його консультативний комітет з вакцин і пов'язаних біологічних продуктів розгляне запит. Дозвіл на екстрене використання — це механізм згідно із законом про повторну авторизацію щодо готовності до пандемії та всіх інших небезпек від 2013 року, який дозволяє використовувати продукти, які ще не повністю схвалені FDA, в рамках існуючого надзвичайного стану.
11 грудня FDA видало дозвіл на екстрене використання вакцини Pfizer–BioNTech. Початкову партію з 2,9 мільйона доз планувалося швидко розповсюдити, і компанія «Pfizer» пообіцяла продовжувати постачати решту 100 мільйонів доз до березня 2021 року. Компанія «Pfizer» мала достатньо запасів, і почала постачання вакцини з 17 грудня 2020 року, але федеральний уряд зменшив кількість доз, яку має надати «Pfizer».
18 грудня 2020 року FDA видало дозвіл на екстрене використання вакцини Moderna, заявку на який компанія «Moderna» подала 30 листопада 2020 року. США планували швидко ввести 5,9 мільйона доз вакцини, а також вакцинувати нею пізніше.
Незважаючи на свою участь у стимулюванні розробки вакцин за допомогою «Operation Warp Speed», Дональд Трамп значною мірою применшував значення вакцин протягом останніх місяців свого перебування на посаді, і Трамп, і перша леді Меланія Трамп зробили вакцинацію приватно до того, як Джо Байден вступив на посаду нового президента в січні 2021 року.
27 лютого 2021 року вакцина Janssen проти COVID-19 отримала дозвіл FDA на екстрене використання. Однак ця вакцина зустріла негативну реакцію з боку деяких представників, які вважали, що вона не така ефективна, як «Pfizer» або «Moderna». 5 березня мер Детройта Майк Дагган відхилив партію вакцини Janssen, сказавши: «Moderna і Pfizer найкращі. І я збираюся зробити все можливе, щоб жителі міста Детройт отримали краще». Після негативної реакції Дагган заявив, що більше не відмовлятиметься від цієї вакцини.
11 березня 2021 року президент Байден повідомив, що він накаже всім штатам зробити вакцини доступними для всіх дорослих не пізніше 1 травня. 6 квітня він сказав, що дасть розпорядження всім штатам, щоб усі дорослі мали право на вакцинацію до 19 квітня. Цей крайній термін було дотримано після того, як кілька штатів того ж дня відкрили вакцинацію для всіх, хто досяг 16 років.
26 березня 2021 року компанія «Ocugen» подала до FDA документи на схвалення простої інактивованої вакцини «Коваксин». У червні FDA запропонувало компанії піти довшим шляхом, щоб отримати повне схвалення FDA замість дозволу на екстрене використання.
Станом на травень 2021 року більшість експертів вважали, що США не зможуть досягти колективного імунітету, принаймні в найближчій перспективі, враховуючи недостатній попит на вакцини. На цій ноті багато джерел стверджували, що нові варіанти хвороби тривають довше за 14 днів, на відміну від тих, з якими стикаються люди вдома та за кордоном.
6 липня Байден оголосив про плани більш цілеспрямованої роботи з метою охоплення недостатньо щепленого населення, наприклад перехід від вакцинації в більших клініках до більшої доступності в громадських місцях і на заходах, а також прохід «по сусідству, а часто і від дверей до дверей — буквально ходити по квартирах і стукати у двері — щоб надати допомогу людям, які залишилися захищеними від вірусу».
16 липня 2021 року FDA схвалило запит компанії «Pfizer» надати її вакцині визначення пріоритетного перегляду, що означає, що остаточне схвалення вакцини буде здійснено за прискореним графіком. Хоча процеси пріоритетного розгляду зазвичай займають до 6 місяців, очікувалося, що вакцину Pfizer можуть схвалити протягом кількох тижнів. 23 серпня FDA оголосило, що воно офіційно схвалило вакцину Pfizer для осіб віком від 16 років. Вона залишається схваленою для екстреного використання для осіб віком від 12 до 15 років.

### Стимулювання
Приватні підприємства доклали зусиль, щоб заохочувати вакцинацію, включаючи послуги транспорту, що пропонують безкоштовний транспорт до місць вакцинації клінік, а також рекламні стимули та знижки, які пропонуються тим, хто надає підтвердження нещодавньої вакцинації. Серед безкоштовних продуктів були пиво, піца, раки, пончики та картопля фрі. Деякі спортивні команди встановили партнерські відносини, щоб рекламувати клініки вакцинації на своїх майданчиках у дні ігор, з безкоштовними квитками на ігри, пропонованими тим, хто користується послугами клінік. У штаті Вашингтон під час вакцинації в лікувальних закладах був доступний Безкоштовний канабіс.
Массачусетс провів безкоштовну лотерею для повністю вакцинованих осіб і роздав 6,5 мільйона доларів десяти людям у вигляді готівки та стипендій. Огайо проводив подібну лотерею, Мен роздавав ліцензії на полювання, а Західна Вірджинія роздавала ощадні облігації на 100 доларів.

### Використання вакцин
| Вакцина         | Надіслано для схвалення                               | Дозвіл на екстрене використання | Вакцинація     | Надіслано на повне схвалення | Повне схвалення |
| --------------- | ----------------------------------------------------- | ------------------------------- | -------------- | ---------------------------- | --------------- |
| Pfizer–BioNTech | 20 листопада 2020                                     | 11 грудня 2020                  | 14 грудня 2020 | 7 травня 2021                | 23 серпня 2021  |
| Moderna         | 30 листопада 2020                                     | 17 грудня 2020                  | 21 грудня 2020 | 1 червня 2021                | 31 січня 2022   |
| Janssen         | 4 лютого 2021                                         | 27 лютого 2021                  | 1 березня 2021 | Ні                           | Ні              |
| Novavax         | 31 січня 2022                                         | 19 липня 2022 (ages 18+)        | 1 серпня 2022  | Ні                           | Ні              |
| Коваксин        | 26 березня 2021 (вік 18+) 5 листопада 2021 (вік 2–18) | В очікуванні                    | Ні             | Ні                           | Ні              |
| Astrazeneca     | —                                                     | —                               | Ні             | Ні                           | Ні              |
| Sanofi–GSK      | Ні                                                    | Ні                              | Ні             | Ні                           | Ні              |

### Введення вакцин
Позначено в мільйонах (на 14 квітня 2023 року)
- Pfizer–BioNTech
- Moderna
- Janssen
- Novavax
- Двовалентний бустер Pfizer-BioNTech
- Двовалентний бустер Moderna
- Не ідентифіковано

|}

### Постачання вакцин
Позначено в мільйонах (на 14 квітня 2023 року)
- Pfizer–BioNTech
- Moderna
- Janssen
- Novavax
- Двовалентний бустер Pfizer-BioNTech
- Двовалентний бустер Moderna

|}

### Бустерні дози
12 серпня 2021 року FDA внесло зміни до екстреного схвалення для вакцин Moderna та Pfizer, щоб дозволити третю, бустерну дозу для хворих з ослабленим імунітетом або пересадженими органами. Директор Центрів з контролю та профілактики захворювань Рошель Валенскі заявила на брифінгу для преси, що «деякі особи з ослабленим імунітетом, наприклад особи, які перенесли трансплантацію органів, і деякі хворі на рак, можливо, не мали адекватної імунної відповіді лише на дві дози [вакцини. ]». В інтерв'ю Today, директор Національного інституту алергії та інфекційних захворювань Ентоні Фаучі заявив, що «неминуче настане час, коли нам доведеться підштовхнути [широку громадськість]. Те, що ми робимо буквально щотижня та щомісяця, — це стежити за когортами пацієнтів, щоб визначити, чи давати, коли і кому отримувати вакцинацію. Але зараз, у цю мить, ми не збираємося давати людям бустер, окрім з ослабленим імунітетом». Всесвітня організація охорони здоров'я не рекомендувала використовувати ревакцинацію від COVID-19 у розвинених країнах, оскільки це призведе до відволікання поставок для невакцинованих.
18 серпня 2021 року Валенскі і виконувач обов'язків комісара FDA Джанет Вудкок опублікували спільну заяву, в якій зазначено, що в очікуванні схвалення FDA бустерні дози для вакцин Moderna та Pfizer можуть стати загальнодоступними до 20 вересня для тих, хто отримав другу дозу вакцинації цими вакцинами щонайменше 8 місяців тому. Вони заявили, що цей захист від тяжких наслідків або смерті «може зменшитися в найближчі місяці, особливо серед тих, хто має підвищений ризик або був вакцинований на попередніх етапах розгортання вакцинації», таких як медичні працівники та люди похилого віку.
17 вересня 2021 року Консультативний комітет FDA з вакцин і супутніх біологічних продуктів одноголосно проголосував проти рекомендації щодо введення бустерних доз вакцини Pfizer серед населення, посилаючись на відсутність доказів того, що третя доза безпечна для молодшого населення. 23 вересня Валенскі офіційно схвалиа введення бустерних доз Pfizer певним групам населення через 6 місяців після другої дози, включаючи тих, кому виповнилось 65 років і старших, тих, хто має хронічні захворювання, і тих, хто працює в умовах високого ризику. 14 жовтня 2021 року комітет рекомендував бустерну половинну дозу вакцини Moderna серед тих самих груп населення.
Наступного дня комітет також рекомендував вводити другу дозу вакцини Janssen принаймні через 2 місяці після першої. Аналіз FDA показав, що одноразова доза вакцини мала незмінно нижчу ефективність порівняно з мРНК-вакцинами.

## Хронологія

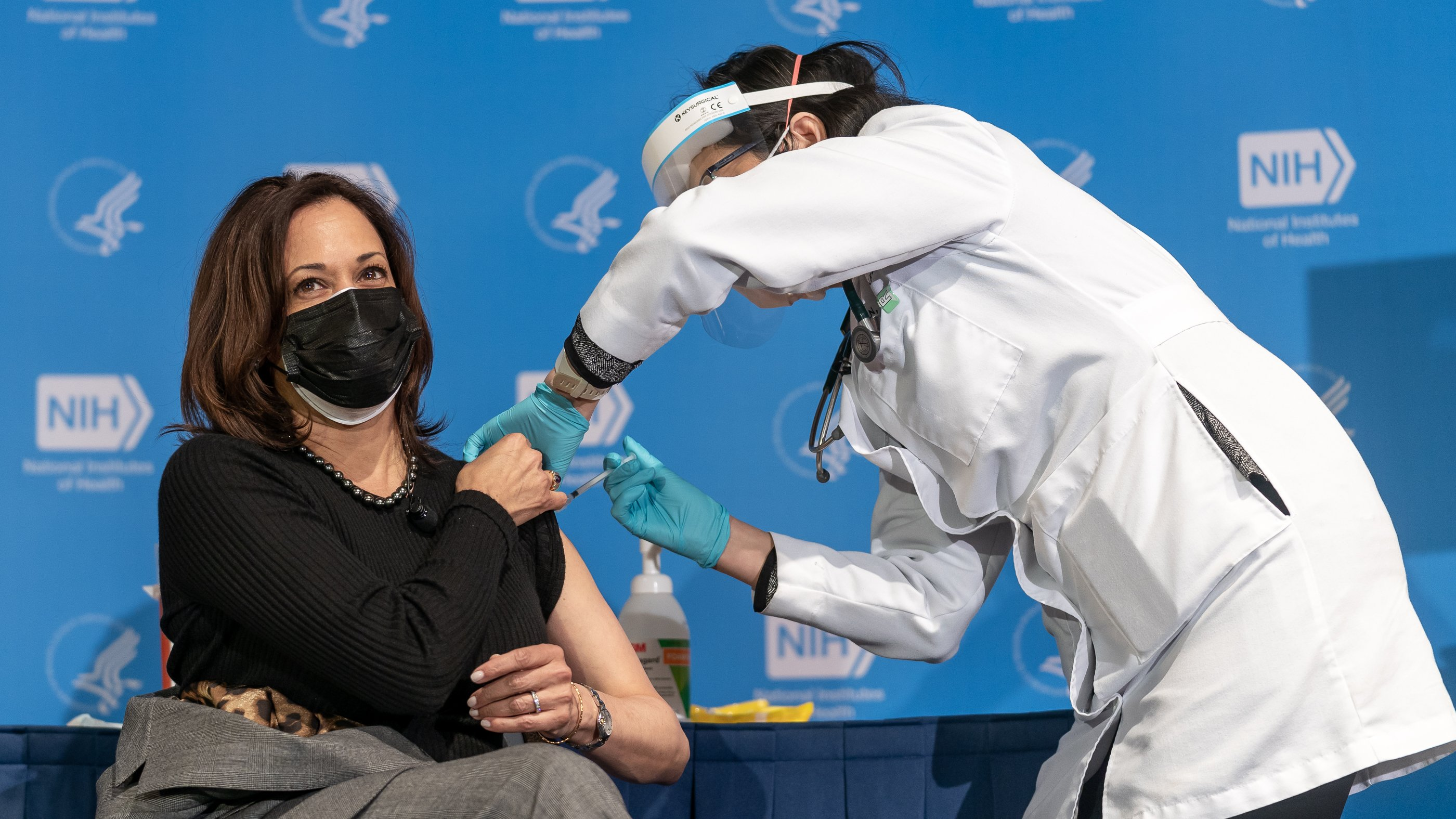
Обраний віце-президент Камала Гарріс, як і багато інших державних службовців, була вакцинована на камеру.

### Грудень 2020 року
10 грудня 2020 року FDA дозволило екстрене використання вакцини Pfizer. 14 грудня 2020 року відбулося введення перших доз цієї вакцини. Сандра Ліндсі з району Квінз в Нью-Йорку стала першою американкою, якій було введено дозволену FDA вакцину проти COVID-19. Через три дні, 17 грудня, вакцина Moderna також отримала дозвіл на екстрене використання.
21 грудня новообраний президент Джо Байден публічно отримав свою першу дозу вакцини Pfizer під час медіа-заходу в лікарні Крістіана в Делавері. Ця подія була задумана новою адміністрацією Байдена як засіб підвищити довіру громадськості до вакцин. Байден заявив, що Трамп «заслуговує на певну похвалу за те, що він розпочав програму Operation Warp Speed», і сказав пресі: «Це займе час, а тим часом — я не хочу прозвучати тут гірко — але я сподіваюся, що люди прислухаються до всіх експертів». Обраний віце-президент Камала Гарріс отримала свою першу дозу вакцини Moderna 29 грудня, також публічно.

### Березень 2021 року
12 березня 2021 року у США перевищили поріг у 100 мільйонів введених доз вакцини.
Протягом місяця 7 штатів (Арканзас, Міссісіпі, Огайо, Коннектикут, Аризона, Техас і Джорджія) зробили вакцину доступною для всіх дорослих після період селективної вакцинації для літніх та інших уразливих груп населення. Штати Каліфорнія та Вашингтон оголосили, що всі дорослі матимуть право на вакцинацію з 15 квітня. Індіана оголосила, що зробить вакцини доступними для студентів університетів і, зокрема, сприятиме передачі вакцин до університетських клінік вакцинації, включаючи одну з таких клінік в університеті Нотр-Дам. На 58-й день (19 березня) адміністрація Байдена досягла своєї мети ввести 100 мільйонів доз протягом перших 100 днів. 25 березня адміністрація поставила нову мету ввести 200 мільйонів доз за перші 100 днів.

### Квітень 2021 року
3 квітня за останню добу було введено понад 4 мільйони доз вакцини проти COVID-19, що встановило новий рекорд і підвищило семиденний середній показник до понад 3 мільйонів доз вакцини на день. Станом на 11 квітня було введено понад 187 мільйонів доз вакцини. 13 квітня Центри з контролю та профілактики захворювань і FDA оприлюднили заяву, в якій рекомендували призупинити використання вакцини Johnson & Johnson «через велику обережність» після того, як у 6 жінок віком від 18 до 48 років розвинувся рідкісний і важкий тип тромбозу, який називається церебральним венозним синусним тромбозом; 23 квітня рекомендовану паузу було знято. До 19 квітня всі штати США дали право на вакцинацію всім американцям віком від 16 років.
22 квітня адміністрація Байдена оголосила, що вона досягла своєї нової мети — 200 мільйонів доз вакцини, введених протягом перших 100 днів. Станом на 28 квітня Центри з контролю та профілактики захворювань повідомили про в середньому 2,7 мільйона щеплень на добу за останній тиждень.

### Травень 2021 року
4 травня 2021 року Джо Байден оголосив про нову мету — щоб принаймні 70 % дорослих у США отримали одну дозу вакцини до 4 липня.
10 травня 2021 року FDA видало дозвіл на екстрене використання вакцини Pfizer для підлітків віком 12–15 років, що зробило Сполучені Штати другою країною у світі після Канади, яка зробила це. 12 травня директор Центрів з контролю та профілактики захворювань Рошель Валенскі схвалила цю рекомендацію. 25 травня адміністрація Байдена оголосила, що 50 % дорослих у країні були повністю вакциновані.

### Червень 2021 року
До червня 2021 року темпи вакцинації почали знижуватися на тлі збільшення поширення по країні високоінфекційного варіанту Дельта. 3 червня Білий дім оголосив про додаткові партнерства з приватним сектором для розширення цільового охоплення та доступності вакцин, включаючи ініціативу щодо просування та пропозиції вакцин через перукарні, що належать темношкірим, протягом червня, а також партнерство з пивоварнею «Anheuser-Busch» — яка у рекламній кампанії пообіцяла пропонувати «безкоштовне пиво» всім дорослим старше 21 року, якщо країна досягне цілі Байдена у 70 %.
У вівторок, 15 червня, кількість смертей від Covid у США перевищила 600 тисяч, що більш ніж у 200 разів перевищує кількість життів під час терактів 11 вересня 2001 року. До кінця червня одна чверть випадків COVID-19 у США була найімовірніше спричинена варіантом Дельта. Доктор Ентоні Фаучі попередив, що відставання у вакцинації може призвести до «двох Америк», де менше вакциноване населення США піддається набагато більшому ризику COVID-19.

### Липень 2021 року
США не досягли мети Байдена в 70 % вакцинованих приблизно на 3 мільйони жителів, або на 3 %. Лише 18 штатів досягли мети в 70 % серед місцевого населення. Загалом мета була досягнута для дорослих віком від 27 років, але не для молодшого населення. До початку липня 2021 року кількість щоденних випадків COVID-19 у США знизилася приблизно на 90 % з піку в січні. Однак кількість випадків також почала збільшуватися в тих частинах країни, де рівень вакцинації був нижчий від середнього, і вагання щодо вакцини стало пристрасним питанням: опитування The Washington Post і ABC News виявили, що 86 % опитаних демократів отримали принаймні одну дозу, на відміну від 45 % республіканців, 18 штатів, які досягли 70 % перших доз до 4 липня, були виграні Байденом на виборах 2020 року, і звіт організації «Kaiser Family Foundation» від 8 липня показав, що середній рівень вакцинації в округах, які голосували за Байдена, зростав порівняно з тими, які голосували за Трампа.
Антивакцинальна риторика посилилася серед консерваторів, у тому числі республіканських політиків і правих засобів масової інформаціїІ (таких як Fox News і Newsmax), які пропагували дезінформацію та теорії змови (наприклад, неправдиві твердження, що адміністрація Байдена запровадить обов'язкову вакцинацію від дому до дому — перебільшення нещодавно оголошених Байденом планів цілеспрямованого охоплення вакцинацією)), республіканські законодавці намагалися перешкоджати охопленню вакцинацією, приймаючи закони в штатах, які забороняють «дискримінацію» невакцинованих (що фактично забороняє обов'язкову вакцинацію для низки професій).
15 липня генеральний хірург США Вівек Мурті попередив, що дезінформація, пов'язана зі здоров'ям, становить загрозу громадському здоров'ю. Наступного дня президент Байден звинуватив соціальну мережу Facebook у «вбивстві людей» шляхом сприяння поширенню дезінформації про вакцини. 19 липня, після критики з боку Facebook щодо коментарів, Байден заявив, що вони базуються на звіті про те, що приблизно 12 користувачів соціальних мереж відповідальні за щонайменше 60 % дезінформації про вакцини, і уточнив, що «Facebook не вбиває людей, а ці 12 людей надають дезінформацію. Кожен, хто це слухає, отримує від цього біль. Це вбиває людей. Це погана інформація». Далі він пояснив, що «я сподіваюся, що Facebook, замість того, щоб сприймати це особисто, що якимось чином я кажу, що Facebook вбиває людей, що вони щось зроблять з дезінформацією, обурливою дезінформацією про вакцину».
Наприкінці липня, на тлі збільшення кількості госпіталізацій через COVID-19 у низці очолюваних республіканцями штатів, деякі республіканські політики стали активніше просувати вакцинацію, зокрема лідер меншості в Сенаті Мітч Макконнелл, сенатор від Техасу Джон Корнин і колишній генеральний хірург Джером Адамс. Губернатор Флориди Рон Десантіс — який критикував обмеження, рекомендовані Ентоні Фаучі під час епідемії COVID-19, — заявив у пресі, що вакцини «рятують життя» та «зменшують смертність» (посилаючись на те, що більшість випадків госпіталізації були невакциновані), водночас критикуючи накази про використання масок як демонстрацію відсутності впевненості в ефективності вакцин. Макконнелл використовував кошти кампанії, щоб придбати рекламу на радіо у своєму рідному штаті Кентуккі для пропаганди вакцинації; у рекламі Макконнелл розповідає про свою боротьбу з поліомієлітом в дитинстві, і заявляв, що розробка кількох безпечних і ефективних вакцин проти COVID-19 за такий короткий час була «не чим іншим, як сучасним медичним дивом», порівняно з десятиліттями, які знадобилися розробити вакцину проти поліомієліту.
Кілька консервативних коментаторів також раптово зробили заяви на підтримку вакцинації, у тому числі ведучі Fox News Стів Дусі та Шон Генніті під час трансляцій «Fox & Friends» і «Hannity» відповідно, генеральний директор «Newsmax» і довірена особа Трампа Крістофер Рудді (який хвалив Байдена в статті за те, що він «зробив величезний прорив» у пандемії, прийнявши та поставивши пріоритет розгортанню «ефективної вакцини» в успадкованій від президентства Трампа програмі), та консервативний коментатор Бен Шапіро. Однак Генніті згодом відмовився від своїх зауважень у своєму радіошоу та «Hannity», стверджуючи, що він ніколи не закликав своїх глядачів отримати вакцинацію, і додавши застереження, що вони повинні отримати вакцинацію, «якщо вона вам підходить», після проведення «всіх ваших досліджень» і розмови з медичними працівниками, яким вони довіряють.
26 липня 2021 року ряд організацій оголосили, що зобов'язують вакцинуватися своїх співробітників, зокрема Американська медична асоціація та Американська асоціація медсестер, а також медичні працівники міністерства у справах ветеранів. Каліфорнія та Нью-Йорк оголосили, що всі державні службовці проходитимуть щотижневе тестування, якщо вони не вакциновані.
29 липня президент Байден так само повідомив, що невакциновані федеральні службовці та підрядники будуть підлягати обов'язковому соціальному дистанціюванню, масковому режиму, тестуванню на COVID-19 щотижня або 2 на два тижні та обмеженням на робочі поїздки. Байден назвав варіант Дельта та «пандемію невакцинованих» виправданням цих заходів. Він також оголосив, що федеральний уряд планує використати кошти з Американського плану порятунку для відшкодування малим і середнім підприємствам оплачених відпусток.для призначень співробітників на вакцинацію (подібно до оплачуваної відпустки, наданої для голосування на виборах), і закликав штати пропонувати виплати в розмірі 100 доларів щойно вакцинованим за допомогою фінансування Американського плану порятунку як «додатковий стимул для підвищення рівня вакцинації, захисту громад і порятунку життів». Байден заявив, що «я знаю, що платити людям за вакцинацію може здатися несправедливим щодо людей, які вже зробили щеплення, але ось у чому справа: якщо стимули допомагають нам перемогти цей вірус, я вважаю, що ми повинні ними скористатися».

### Серпень 2021 року
1 серпня Центри з контролю та профілактики захворювань у США повідомили, що кількість введених перших доз щотижня зросла на 24 %, особливо в штатах з нижчими показниками вакцинації. Станом на 2 серпня принаймні 70 % дорослих США отримали принаймні одну дозу вакцини. 6 серпня Центри з контролю та профілактики захворювань повідомили, що половина населення США була повністю вакцинована. Кілька великих міст оголосили або схвалили плани щодо обмеження доступу до не життєво необхідних закритих місць, таких як кінотеатри, ресторани та інші розважальні заклади, для тих, хто пройшов вакцинацію.
23 серпня FDA повністю схвалило вакцину Pfizer—BioNTech для осіб віком від 16 років, що спонукало президента Байдена закликати тих, хто чекав на повне схвалення вакцини, зробити щеплення. Ентоні Фаучі спрогнозував, що щонайменше 20 % невакцинованих американців «тепер зроблять крок вперед і зроблять щеплення» через повне схвалення вакцини. Після схвалення також було оголошено, що міністерство оборони готує вказівки, які вимагають вакцинації військовослужбовців від COVID-19, а прес-секретар міністерства Джон Кірбі заявив, що це «забезпечить безпеку наших військовослужбовців і сприятиме готовність наших сил, не кажучи вже про здоров'я та безпеку громад у країні, в якій ми живемо».

### Жовтень 2021 року
20 жовтня Білий дім заявив, що є в наявності достатньо педіатричної вакцини Pfizer-BioNTech для кожної дитини в країні віком 5–11 років і очікує, що федеральні чиновники охорони здоров'я схвалять вакцину протягом кількох тижнів, після цього схвалення Білий дім планує розпочати вакцинацію дітей. Ентоні Фаучі 24 жовтня сказав, що FDA може схвалити вакцинацію дітей на початку листопада. 29 жовтня 2021 року FDA дозволило екстрене використання вакцини Pfizer-BioNTech проти COVID-19 для дітей віком від 5 до 11 років. 30 жовтня віце-президент Камала Гарріс отримала ревакцинацію вакциною Moderna.

### Червень 2022
18 червня Центри з контролю та профілактики захворювань у США рекомендував вакцини для дітей віком від 6 місяців, а вакцинація ними мала розпочатися через тиждень.

## Накази щодо обов'язкової вакцинації
Під час пандемії COVID-19 низка штатів та муніципалітетів США, а також приватні організації ввели в дію розпорядження щодо обов'язкової вакцинації проти COVID-19. У вересні 2021 року президент Джо Байден оголосив, що федеральний уряд вживе заходів щодо обов'язкової вакцинації проти COVID-19 для певних суб'єктів, підпорядкованих федеральному уряду чи федеральним відомствам. Більшість таких федеральних розпоряджень про обов'язкову вакцинацію були або скасовані через судовий процес, або відкликані адміністрацією, хоча розпорядження про обов'язкову вакцинацію щодо медичних працівників установ, які отримують кошти «Medicare» та «Medicaid», був підтриманий. Усі федеральні постанови були скасовані, коли в травні 2023 року було оголошено про завершення надзвичайної ситуації в країні. Невелика кількість штатів пішли в протилежному напрямку, ухваливши виконавчі розпорядження або законодавство, спрямоване на обмеження обов'язкової вакцинації.

## Щеплення за штатом і територією
| Штат/територія                             | Вакциновані | % населення |
| ------------------------------------------ | ----------- | ----------- |
| Алабама                                    | 3,090,117   | 63 %        |
| Аляска                                     | 70.1 %      |             |
| Аризона                                    | 5,361,796   | 73.7 %      |
| Арканзас                                   | 2,024,120   | 67.1 %      |
| Каліфорнія                                 | 32,605,347  | 82.5 %      |
| Колорадо                                   | 4,593,119   | 79.8 %      |
| Коннектикут                                | 3,433,007   | 95 %        |
| Делавер                                    | 815,451     | 83.7 %      |
| Флорида                                    | 17,138,353  | 79.8 %      |
| Джорджія                                   | 6,980,368   | 65.7 %      |
| Гаваї                                      | 1,243,635   | 87.8 %      |
| Айдахо                                     | 1,107,825   | 62 %        |
| Іллінойс                                   | 9,708,189   | 76.6 %      |
| Індіана                                    | 4,157,548   | 61.8 %      |
| Айова                                      | 2,151,825   | 68.2 %      |
| Канзас                                     | 2,181,870   | 74.9 %      |
| Кентуккі                                   | 2,968,456   | 66.4 %      |
| Луїзіана                                   | 2,848,292   | 61.3 %      |
| Мен                                        | 1,226,747   | 91.3 %      |
| Меріленд                                   | 5,260,427   | 87 %        |
| Массачусетс                                | 6,829,570   | 95 %        |
| Мічиган                                    | 6,717,817   | 67.3 %      |
| Міннесота                                  | 4,253,011   | 75.4 %      |
| Міссісіпі                                  | 1,782,209   | 59.9 %      |
| Міссурі                                    | 4,081,989   | 66.5 %      |
| Монтана                                    | 700,374     | 65.5 %      |
| Небраска                                   | 1,364,224   | 70.5 %      |
| Невада                                     | 2,332,395   | 75.7 %      |
| Нью-Гемпшир                                | 1,210,143   | 89 %        |
| Нью Джерсі                                 | 8,079,293   | 91 %        |
| Нью-Мексико                                | 1,853,965   | 88.4 %      |
| Нью-Йорк                                   | 17,636,744  | 90.7 %      |
| Північна Кароліна                          | 8,925,348   | 85.1 %      |
| Північна Дакота                            | 502,017     | 65.9 %      |
| Огайо                                      | 7,466,872   | 63.9 %      |
| Оклахома                                   | 2,829,476   | 71.5 %      |
| Орегон                                     | 3,301,377   | 78.3 %      |
| Пенсільванія                               | 10,953,487  | 85.6 %      |
| Род-Айленд                                 | 1,054,432   | 95 %        |
| Південна Кароліна                          | 3,504,526   | 68.1 %      |
| Південна Дакота                            | 683,077     | 77.2 %      |
| Теннессі                                   | 4,266,051   | 62.5 %      |
| Техас                                      | 21,403,595  | 73.8 %      |
| Юта                                        | 2,321,276   | 72.4 %      |
| Вермонт                                    | 587,103     | 94.1 %      |
| Вірджинія                                  | 7,361,040   | 86.2 %      |
| Вашингтон                                  | 6,183,446   | 81.2 %      |
| Західна Вірджинія                          | 1,170,466   | 65.3 %      |
| Вісконсин                                  | 4,200,761   | 72.1 %      |
| Вайомінг                                   | 337,550     | 58.3 %      |
| 50 штатів                                  | 253,302,809 | ?%          |
| Американське Самоа                         | 45,415      | 95 %        |
| Округ Колумбія                             | 722,457     | 95 %        |
| Гуам                                       | 154,504     | 91.7 %      |
| Північні Маріанські Острови                | 45,593      | 87.9 %      |
| Пуерто-Рико                                | 3,044,677   | 95 %        |
| Американські Віргінські Острови            | 70,350      | 66.2 %      |
| Території США                              | 4,082,996   | ?%          |
| США                                        | 257,385,805 | ?%          |
| Маршаллові Острови                         | 36,481      | 46.9 %      |
| Федеративні Штати Мікронезії               | 69,545      | 68 %        |
| Палау                                      | 20,439      | 94.9 %      |
| Договір про вільну асоціацію               | 126,465     | ?%          |
| США + країни договору про вільну асоціацію | 257,512,270 | ?%          |

### Щеплення в армії США
9 серпня 2021 року всі військовослужбовці отримали пам'ятку, в якій було вказано, що згідно з планом, схваленим президентом Байденом і військовим керівництвом, вакцинація від COVID-19 стане обов'язковою приблизно через місяць. Близько третини активних військовослужбовців США вже були вакциновані станом на кінець квітня; і близько двох третин (73 % усіх військовослужбовців) вже були вакциновані на момент надсилання меморандуму.
Військово-морські сили США найшвидше почали вакцинацію на початку 2021 року. Станом на 22 квітня 2021 року, враховуючи активний військовий персонал, який отримав принаймні одну дозу, ВМС США мали найвищий відсоток вакцинованих — 51 %, морська піхота — 36 %, ВПС/Космічні сили на 34 %, а армія на 27 %. До кінця травня 2021 року принаймні 58 % військовослужбовців отримали принаймні одну дозу вакцини проти COVID-19.
Станом на 9 квітня 2021 року 39 % морських піхотинців США, яким пропонувалась вакцинації, відмовилися від неї. Найвищий рівень відмови був у Кемп-Леджен у Північній Кароліні, де 57 % морських піхотинців відмовилися від вакцинації.
23 серпня 2021 року вакцина Pfizer-BioTech отримала повне схвалення FDA, що призвело до того, що вакцинація стала обов'язковою для всіх військовослужбовців дійсної служби, резерву та Національної гвардії, починаючи з 25 серпня 2021 року. На момент розсилання наказу про вакцинацію лише 68 % військовослужбовців дійсної служби були повністю вакциновані.
1 вересня 2021 року ВМС США зобов'язали вакцинувати всіх моряків і морських піхотинців ВМС США на дійсній службі до 28 листопада, а резервістів — до 28 грудня. 3 вересня 2021 року ВПС США зобов'язали вакцинувати всіх активних військовослужбовці та охоронців Космічних сил США до 2 листопада, тоді як резервісти ВПС мали час до 2 грудня. 14 вересня 2021 року армія США зобов'язала вакцинуватися всіх солдатів на дійсній службі до 15 грудня, а резервістів — до 30 червня 2022 року.

### Сертифікати вакцинації
США не видають ні сертифікат COVID-19, ні цифрове підтвердження, яке дозволило б установам постійно перевіряти статус вакцинації учасників. У тих європейських країнах, де дислокується американський військовий персонал, приймаються вакцинальні картки Центрів з контролю та профілактики захворювань, які містять особисту інформацію, включаючи номери пацієнтів і місце вакцинації. Однак ці картки не можна відразу перенести на цифрові COVID-сертифікати ЄС, оскільки картки Центрів з контролю та профілактики захворювань не підтверджені цифровим способом і не містять захищеного від підробок або унікального ідентифікатора. Країни Азії мають схожі вимоги до сертифікатів здоров'я для в'їзду на їх територію. Відсутність федеральної системи перевірки статусу COVID-19 поставила Сполучені Штати в невигідне становище порівняно з країнами Європи та Азії.

## Громадська думка
Фонд «Kaiser Family Foundation» проводить постійні опитування та аналіз у рамках проєкту під назвою «KFF COVID-19 Vaccine Monitor». При розгляді вагань щодо вакцинації враховуються демографічні показники, включаючи вік, расу, політичну партію, освіту та страховий статус. Дослідження KFF у грудні 2020 року показало, що 27 % населення та 29 % медичних працівників вагалися щодо вакцинації.
У грудні 2020 року опитування Інституту Ґеллапа показало, що 63 % американців готові отримати вакцину від COVID-19.
Занепокоєння щодо безпеки наявних на даний момент вакцин є основним фактором сумнівів і відмови від вакцинації. Більшість невакцинованих дорослих не впевнені в безпеці наявних вакцин, і хоча 63 % батьків впевнені, що вакцини безпечні для дорослих, лише близько половини тих, хто впевнений у безпеці для дорослих, впевнені, що вони безпечні для віком 12–17 років. для ще молодших вікових груп він додатково знижений. Потреба в додаткових дослідженнях щодо вакцин є найбільш заявленою причиною, через яку батьки не бажають вакцинувати свою дитину.
Політичні уподобання відображені в нерішучості щодо вакцини. На початку пандемії, ще до появи вакцин, опитування, проведене 20–21 травня 2020 року, показало, що 44 % республіканців і 19 % демократів вірять у розвінчану теорію змови про те, що Білл Гейтс планував використовувати вакцину проти COVID-19 для ін'єкцій мікрочипів у населення. Через кілька місяців після початку вакцинації опитування Монмута, проведене 8–12 квітня 2021 року, показало, що дві третини виборців від Демократичної партії вже зробили щеплення, але лише одна третина виборців від Республіканської партії зробила щеплення. Опитування Квінніп'єк, проведене в ті ж дні, показало, що 45 % республіканців сказали, що вони не планують робити щеплення. Газета «The New York Times» написала, що програма вакцинації «вдарилася в те, що здається м'якою стелею», оскільки вона перейшла до роботи з демографічними групами, де вагання щодо вакцини були сильнішими.
У січні 2021 року приблизно третина населення була стурбована тим, що вакцинація може бути обов'язковою.
Опитування Френка Лунца в середині квітня 2021 року виявило зростання довіри до вакцин порівняно з попереднім місяцем, незважаючи на призупинення введення вакцини Johnson and Johnson.
Пізніше опитування The Washington Post і ABC News показало, що 86 % опитаних демократів отримали принаймні одну дозу вакцини, на відміну від 45 % республіканців.
У липні 2021 року газета The New York Times зазначила, що було дві групи американців, які вагалися щодо отримання вакцини: перша група була «поєднанням людей, але, переважно, білих, сільських, євангельських християн та політично консервативних», друга група — «широкий діапазон людей, але, як правило, більш різноманітна та міська група, включаючи багато молодих людей, чорношкірих і латиноамериканців, а також демократів».
Наприкінці листопада 2022 року лише близько 13 % тих, хто відповідав вимогам, отримали оновлену бустерну дозу.